# Teuchophorus rozkosnyi
Teuchophorus rozkosnyi är en tvåvingeart som beskrevs av Olejnicek 1981. Teuchophorus rozkosnyi ingår i släktet Teuchophorus och familjen styltflugor.
Artens utbredningsområde är Afghanistan. Inga underarter finns listade i Catalogue of Life.